# Fonkia
Fonkia je monotipski biljni rod iz porodice trpučevki  (Plantaginaceae). Jedina vrsta je F. uliginosa, južnoamerički polugrm iz Argentine i Čilea 

## Ime
Rod je dobio ime po Franciscu Fonku (1830. – 1912.), čileanskom liječniku. Ime vrste uliginosa je od latinske riječi za močvare; od uligo što znači vlaga.

## Opis
Fonkia uliginosa uspijeva u vlažnim, močvarnim staništima, pokazujući snažnu otpornost na uvjete vlažnog tla. Ovu biljku karakterizira bujno zeleno lišće i sklonost stvaranju gustih grozdova, što joj pomaže da dominira svojim vodenim okruženjem. Listovi su široki i blago nazubljeni, a u sezoni cvatnje daje upečatljive, male cvjetove.

## Sinonimi
- Braunblanquetia Eskuche; Bol. Soc. Argentina. Bot. 15(4): 357 (1974)
- Gratiola peruviana var. uliginosa (Phil.) Reiche; Fl. Chile [Reiche] 6: 68 (1911)
- Gratiola uliginosa (Phil.) F.Phil.; Cat. Pl. Vasc. Chil. 239 (1881)
- Braunblanquetia littoralis Eskuche; Bol Soc. Argentina. Bot. 15(4): 360 (1974)

## Vanjske poveznice
- Patagonia Wildflowers